# Doldenhorn
El Doldenhorn és un cim de 3.647 m dels Alps Bernesos, damunt del poble de Kandersteg a la regió de l'Oberland bernès. El Llac Oeschinen es troba el seu vessant nord.
El pre-cim més occidental del Doldenhorn, l'Innere Fisistock, alberga un búnquer del govern suís, anomenat centre de comandament K20. S'hi pot accedir des d'Eggenschwand, des de la vall de Gastern i des de l'antic túnel de Lötschberg. El govern suís va renunciar al secret estricte existent sobre la ubicació del búnquer.